# Лонг-Юганское нефтяное месторождение
Лонг-Юганское — нефтяное месторождение в России. Расположено в Ямало-Ненецком автономном округе. Открыто в 2008 году. Нефтеносность связана с отложениями юрского возраста. Начальные запасы нефти оценивается 10 млн тонн. Оператором месторождений является российская нефтяная компания Лукойл.